# كو شيمورا
كو شيمورا (باليابانية: 志村 滉) (مواليد 27 أبريل 1996)، هو لاعب كرة قدم ياباني سابق كان يلعب كحارس مرمى.

## وصلات خارجية
- كو شيمورا على موقع رابطة كرة القدم اليابانية للمحترفين (اليابانية)
- كو شيمورا على موقع قاعدة بيانات كرة القدم.إي يو (الإنجليزية)
- كو شيمورا على موقع Soccerway.com (الإنجليزية)
- كو شيمورا على موقع عالم كرة القدم.نت (الإنجليزية)
- كو شيمورا على موقع كووورة